# Biesterfeld SE

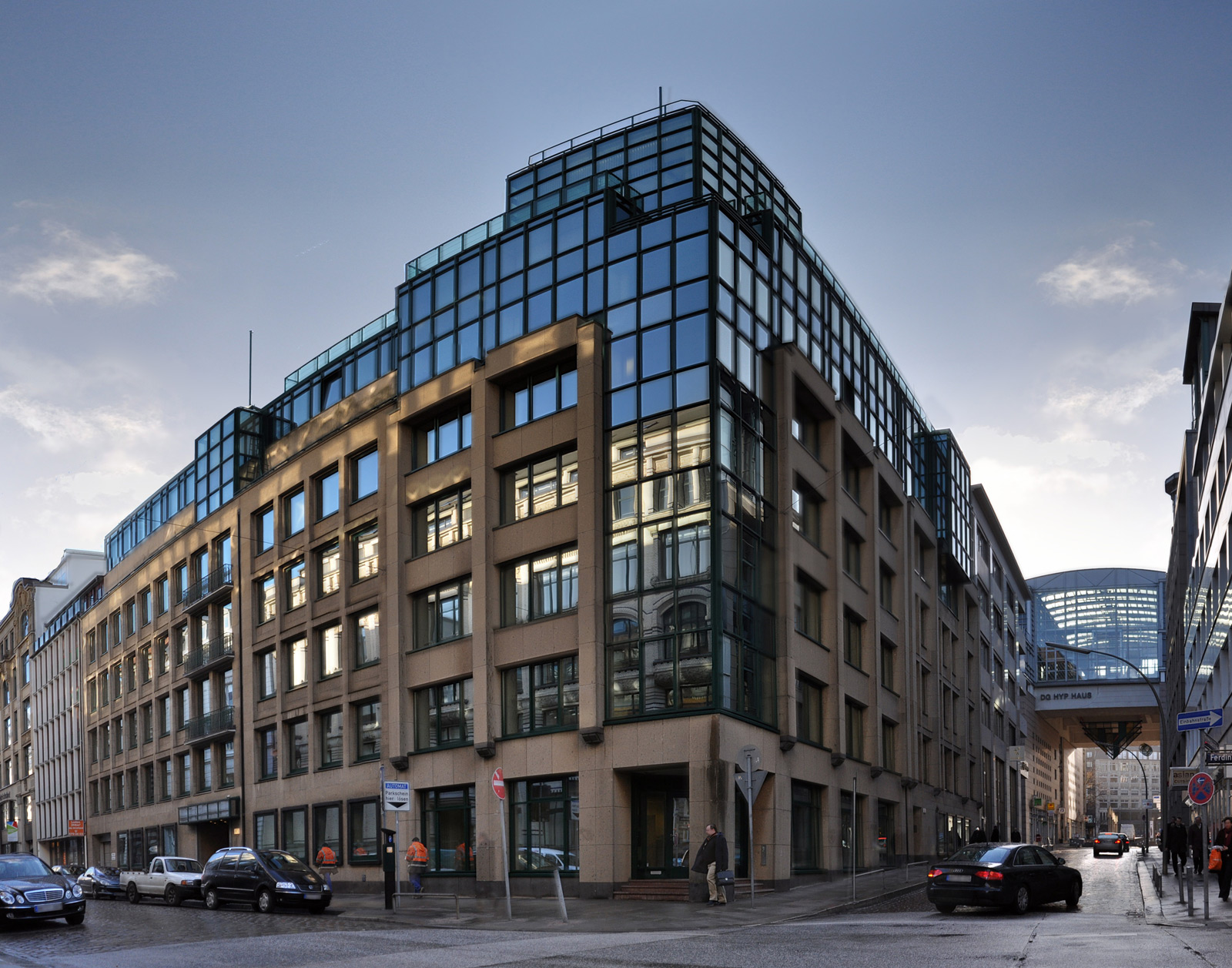
Biesterfeld AG Hamburg Ferdinandstr.

Die Biesterfeld SE ist die Zwischen-Holding des Biesterfeld-Konzerns, eines Unternehmens in der Chemie- und Kunststoffdistribution mit Sitz in Hamburg.
Der Konzern befindet sich über die Biesterfeld Vermögensverwaltungs GmbH & Co. KG vollständig im Besitz von vier Mitgliedern der Familie Biesterfeld.

## Geschichte
1906 gründete der Groß- und Außenhandelskaufmann Wilhelm Ernst Hinrich Biesterfeld die Firma W. Biesterfeld & Co., die sich zunächst mit dem Salzhandel beschäftigte. Chemikalien und Düngemittel wurden in den 1930er Jahren ein weiteres Standbein. Eigenprodukte wurden entwickelt, der internationale Handel begann.
1930 trat Walter Biesterfeld in die Firma ein. Nach dessen Tod trat sein Sohn Dirk J. Biesterfeld 1970 das Firmenerbe als persönlich haftender Gesellschafter an und führte die Entwicklung zur international agierenden Firmengruppe fort.
Heute konzentriert sich der Biesterfeld-Konzern auf die Distribution von Kunststoffen, Kautschuken und Spezialchemikalien. Die Muttergesellschaft Wilhelm E. H. Biesterfeld GmbH & Co. KG wurde im Jahre 2004 in die Biesterfeld AG umgewandelt. Neue Konzernobergesellschaft wurde die Biesterfeld Vermögensverwaltungs GmbH & Co. KG. Ende 2024 wurde die Holding in eine Societas Europaea umfirmiert. 

## Geschäftsfelder
Unter dem Dach der Biesterfeld SE sind die drei Kerngeschäftsfelder Biesterfeld Plastic, Biesterfeld Spezialchemie und Biesterfeld Performance Rubber sowie die Service- und Dienstleistungsgesellschaften BIT-SERV GmbH (IT-Services) und Biesterfeld ChemLogS GmbH (Logistik) angesiedelt.